# Izvoarele (Prahova)
Izvoarele is een Roemeense gemeente in het district Prahova.
Izvoarele telt 6866 inwoners.